# TV-teater i Sverige – Spelåret 1956/57

## Spelåret 1956/57
| Titel                      | Datum      | Manus                   | Regissör                          | I rollerna (urval)                         | Övrigt                                              |
| -------------------------- | ---------- | ----------------------- | --------------------------------- | ------------------------------------------ | --------------------------------------------------- |
| Cosi fan tutte             | 1956-09-20 | Wolfgang Amadeus Mozart | Josef Witt                        | Elly Bergforss, Ingeborg Kjellgren m.fl.   | Opera buffa i två akter. Från Drottningholmsteatern |
| Telefonen                  | 1956-10-04 | Sture Sjöblom           | Torolf G. Engström                | Hans Strååt, Birgitta Hålenius             | Pjäs för TV                                         |
| Kärlek                     | 1956-10-18 | Hans Abramson           | Hans Abramson                     | Svea Holst, Doris Svedlund m.fl.           | Scen för TV                                         |
| Morgonvisit                | 1956-10-18 | Gösta Sjöberg           | Hans Abramson                     | Claes Thelander, Doris Svedlund            | Scen för TV                                         |
| Sammansvetsade             | 1956-11-29 | Eugene O'Neill          | Henrik Dyfverman                  | Bengt Ekerot, Gertrud Fridh m.fl.          | Skådespel. Orig:titel: Welded.                      |
| Den långa julmiddagen      | 1956-12-25 | Thornton Wilder         | Hans Dahlin                       | Annika Tretow, Lars Ekborg m.fl.           | Orig:titel: The long christmas dinner               |
| Ett frieri                 | 1956-12-31 | Anton Tjechov           | Bengt Lagerkvist                  | Hilding Gavle, Yvonne Lombard m.fl.        | Humoresk                                            |
| Frihet för tolv pund       | 1957-01-24 | James Barrie            | Henrik Dyfverman                  | Georg Rydeberg, Ulla Wikander m.fl.        | Orig:titel: The twelve pond look. Komedi            |
| Halv storm på Pårtefjället | 1957-02-21 | Karl-Aage Schwartzkopf  | Hans Abramson                     | Helge Hagerman, Sten Lonnert m.fl.         | Pjäs för ungdom                                     |
| Livets krona               | 1957-03-14 | Olov Hartman            | Tuve Nyström och Bengt Lagerkvist | Birgitta Hellerstedt, Ingemar Thorin m.fl. | Liturgiskt drama                                    |
| Livet är vackert           | 1957-04-04 | Leck Fischer            | Bengt Lagerkvist                  | Sture Lagerwall, Gerd Hagman m.fl.         | Pjäs. Orig:titel: Livet er skønt                    |
| Herr Sleeman kommer        | 1957-04-18 | Hjalmar Bergman         | Ingmar Bergman                    | Naima Wifstrand, Jullan Kindahl m.fl.      | Spel                                                |
| Mord före midnatt          | 1957-05-16 | Alwyne Whatsley         | Bengt Lagerkvist                  | Georg Rydeberg, Doris Svedlund             | TV-thriller. Orig:titel: After dinner               |
| Flyktingen                 | 1957-06-05 | Fritz Hochwälder        | Henrik Dyfverman                  | Erik Strandmark, Annika Tretow m.fl.       | Pjäs. Orig:titel: Der Flüchtling                    |